# تقييم الحركة
تقييم الحركة هو تحليل أداء الحركة أثناء المهام الوظيفية لتحديد حركية المفاصل الفردية وتأثيرها على السلسلة الحركية. تحليل ثلاثي الأبعاد أو ثنائي الأبعاد للميكانيكا الحيوية المشاركة في المهام الرياضية يمكن أن تساعد في الوقاية من الإصابة وتعزيز الأداء الرياضي. تحديد ميكانيكا الحركة يوفر المعالجين الطبيعيين مع القدرة على وصف برامج ممارسة تصحيحية أكثر دقة لمنع الإصابة وتحسين إعادة التأهيل في ممارسة والتقدم بعد الإصابة والمساعدة في تحديد الاستعداد للعودة إلى الرياضة.

## نظام تسجيل أخطاء الهبوط
الأقل هو أداة صالحة وموثوق بها للتقييم الحيوي الميكانيكي من القفزة الهبوط التقنية. والأقل ينطوي على تسجيل 22 معيارا البيوميكانيكية من الطرف السفلي والجذع، مع النتائج المرتبطة خطر الرباط الصليبي الأمامي (دوري أبطال آسيا) وإصابة باتيلو فيممورال.يتم تقسيم أقل التهديف إلى الفئات التالية: ممتاز (0-3)؛ جيد (4-5)؛ معتدلة (6-7)؛ والفقراء (>7). تحديد التشوهات الميكانيكية الحيوية في أسلوب الهبوط، وتأثير التعب والاختلاف بين الجنسين تسمح لمزيد من ممارسة التدخل سريرية أكثر دقة للحد من خطر الإصابة.

## القرفصاء غير المدعوم من الساق الواحدة
القرفصاء في الساق الواحدة التي تم تطويرها إلى اختبار وظيفي من قبل Liebenson لفحص الميكانيكا الحيوية من الطرف السفلي، وتقييم الخلل في عضلات الورك وتوفير مؤشر على الميكانيكا خلال المهام الوظيفية اليومية. يتطلب الاختبار من الشخص أن يقف على الطرف الذي يجري اختباره، مع الطرف الحامل غير الوزن في حوالي 45 درجة من انثناء الورك وحوالي 90 درجة من انثناء الركبة. يجب أن تكون ذراعا الشخص في 90° من انثناء الكتف وكامل تمديد الكوع. يطلب من الرياضي أن يجلس القرفصاء إلى ما لا يقل عن 60 درجة من انثناء الركبة والعودة إلى موقف البداية في غضون 6 ثوان.

## قفزة ساق واحدة للمسافات
تستخدم اختبارات قفزة ساق واحدة عادة لتقييم الأداء الوظيفي للركبة عن طريق تقييم تماثل الأطراف بعد إصابة الرباط الصليبي الأمامي أو بعد إعادة بناء الرباط الصليبي الأمامي. اختبارات هوب المستخدمة أساسا هي: قفزة الساق واحدة للمسافة، اختبار القفزة كروس، اختبار ثلاثية القفز؛ 6M اختبار هوب توقيت، مربع اختبار هوب وجنبا إلى جنب اختبار هوب.
يقيّم تماثل الأطراف عن طريق مؤشر تماثل الأطراف (LSI). وتشير القيم العادية للعودة إلى اللعب المعايير بعد إعادة بناء ACL أن الطرف المصاب يجب أن يكون أكبر من أو يساوي 90٪ من الطرف غير المصاب.